# XPInstall
XPInstall（Cross-Platform Install）是一种被Mozilla Application Suite、SeaMonkey、Mozilla Firefox、Mozilla Thunderbird以及其他基于XUL的应用程序为安装Mozilla扩展而使用的技术，它可以为主应用程序增添功能。
一个XPI（发音“zippy”，从XPInstall派生）安装包是一个ZIP文件，其根目录中包含一个安装脚本或清单文件，以及若干数据文件。
在Mozilla Firefox的早期版本中，安装包包含一个JavaScript安装脚本 (install.js)，其中含有一些在安装时执行的操作指令，包括添加文件和目录、移除旧或过时的文件和目录、执行命令行工具等。在后来的Firefox和Thunderbird版本中，安装脚本被chrome清单及一个RDF文件 (install.rdf) 取代。
从Firefox 1.0开始，从Mozilla Add-ons以外的网站安装XPI被默认阻止。此举措是为防止恶意程序被用户无意间安装，包括计算机病毒、特洛伊木马和间谍软件。虽然可以将网站加入允许安装XPI的白名单，恶意网站仍无法在后台（未经人工干预的情况下）安装扩展，因为每次安装扩展时都需要手动确认相应对话框。
尽管如此，用户仍应仅安装来自可信来源的扩展。

## 内置XPInstall支持的应用程序

### 网页浏览器
- Mozilla Application Suite
- Mozilla Firefox
- Flock
- SeaMonkey
- Netscape Browser

### 其他应用程序
- Nvu（Web创作应用）
- Songbird（媒体播放器和管理器）
- Mozilla Sunbird
- Mozilla Thunderbird
- Google Gears